# Estación Arakawa-Nanachōme
La estación Arakawa-nanachōme (荒川七丁目停留場 Arakawa-nanachōme-teiryūjō?) de la línea Toden Arakawa, pertenece al único sistema de tranvías de la empresa estatal Toei, y está ubicada en el barrio especial de Arakawa, en la prefectura de Tokio, Japón.

## Sitios de interés
- Parque natural de Arakawa
- Centro de tratamiento de aguas Mikawashima (Buró de saneamiento de Tokio)
- Funeraria Machiya